# MARS (протокол)
MARS (англ. Multicast Address Resolution Server — Сервер разрешения широковещательных адресов) — поддерживает хосты и маршрутизаторы на базе АТМ для организации соединений «точка-много точек» (мультикастинг) по типу UNI 3.0/3.1 Форума ATM. Кластеры конечных точек совместно используют MARS для идентификации узлов-получателей в данной широковещательной группе с последующим установлением виртуальных соединений и управлением ими. MARS — это расширенный аналог ATM ARP Server.
Мультикастинг — это процесс, когда хост или протокол посылает пакет по нескольким направлениям одновременно, используя единственную, локальную операцию передачи.